# Pessin
Pessin là một đô thị thuộc huyện Havelland, bang Brandenburg, Đức.

## Website
- Municipal assoc. Friesack / town Pessin Lưu trữ ngày 18 tháng 12 năm 2007 tại Wayback Machine (German)
- Pessin-Online (German)